# Owen Chamberlain
Owen Chamberlain (San Francisco, EUA 1920 - Berkeley 2006) fou un físic i professor universitari estatunidenc guardonat amb el Premi Nobel de Física l'any 1959, juntament amb Emilio Segrè, gràcies al descobriment de l'antiprotó, una de les partícules fonamentals.

## Biografia
Va néixer el 10 de juliol de 1920 a la ciutat de San Francisco. Chamberlain estudià física al Dartmouth College on va ser membre de la fraternitat Theta Chi, i també estudià física a la Universitat de Califòrnia a Berkeley. Estigué a la universitat fins que va començar la Segona Guerra Mundial, unint-se al Projecte Manhattan l'any 1942, on hi treballarà juntament amb Emilio Segrè, tant a Berkeley com a Los Alamos (Nou Mèxic). L'any 1943 es casà amb Beatrice Babette Copper, amb qui tindrà quatre fills.
El 1946, després de la guerra, Chamberlain continuà amb el seu doctorat, treballant a la Universitat de Chicago, on Enrico Fermi li farà de guia i mentor, animant-lo que deixi de banda la física teòrica, en aquells moments més prestigiosa, i s'entregui a la física experimental, per a la qual demostrava tenir bones qualitats. Chamberlain rebrà el seu doctorat d'investigació a la Universitat de Chicago l'any 1929.
L'any 1985 se li diagnosticà la malaltia de Parkinson i es va retirar de l'ensenyament el 1989. Va morir a Berkeley, estat nord-americà de Califòrnia, el 28 de febrer de 2006, per problemes relacionats amb la seva malaltia, a l'edat de 85 anys.

## Recerca científica
El 1948, ja acabats els seus treballs experimentals, Chamberlain tornà a Berkeley com a membre de la facultat (hi serà professor de física el 1958), on Emilio Gino Segrè i altres físics estaven portant a terme investigacions sobre el protó. L'any 1955 una sèrie d'experiments amb protons els condueixen al descobriment de l'antiprotó, l'antipartícula del protó, una partícula exactament igual al protó, exceptuant que té càrrega negativa en lloc de tenir-la positiva. Els treballs posteriors d'investigació de Chamberlain inclouen la càmera de projecció temporal, i el seu treball a l'accelerador lineal de Stanford (SLAC, Stanford Linear Accelerator Center).
L'any 1959 fou guardonat, juntament amb Emilio Gino Segrè, amb el Premi Nobel de Física pel descobriment de l'antiprotó.
Chamberlain fou políticament actiu en temes relacionats amb la pau i la justícia social, i es manifestà en contra de la Guerra del Vietnam. Va ser membre influent de Scientists for Sakharov, Orlov and Shcharansky, tres físics de la Unió Soviètica que van ser empresonats per les seves idees polítiques. A la dècada dels anys 1980 ajudà a crear el moviment per a la no proliferació d'armes nuclears.